# 奥马尔·阿卜杜勒拉赫曼
奥马尔·阿卜杜勒拉赫曼 （阿拉伯語：عمر عبد الرحمن أحمد الراقي العمودي，1991年9月20日—）1991年9月20日生于沙特阿拉伯利雅得，祖籍是也门哈德拉毛。是一位阿联酋国家足球队的归化球员。他最擅长的位置是边锋及進攻中場，現為自由球員。
ESPN称其为2012年度最佳亚洲球员。2013年国际足联称其为有前途的未来之星。他也在2012～13赛季全球50佳球员中，排名第39位。因其个人能力非常全面，所以有媒体称其为“海湾梅西”。

## 俱樂部生涯
奧瑪 2007 年毕业于阿奈恩的 Al Ain Academy 学校，曾效力于阿奈恩 16 岁以下、17 岁以下、18 岁以下、19 岁以下青少年球队和预备队。2009 年，教练  Winfried Schäfer 在 17 岁以下足球锦标赛中发现了他的潜力，将他带入成人队。
2009 年 1 月 24 日，他以成年队球员的身份在阿联酋电信杯对阵 Al Ahli 的比赛中亮相。尽管已进入成人队，奧瑪仍继续为预备队效力，2012 年 1 月 24 日对阵阿尔纳斯尔球队的比赛，为他的预备队生涯画下句号。他在预备队的 5 个赛季中共参加 10 场比赛，踢进 6 球，助攻 3 次。
2009 年 1 月 24 日，在阿联酋电信杯中对阵阿尔阿赫利队的比赛中，年仅 17 岁的奧瑪在第 77 分钟作为 Ahmed Khamis 的替补商场，这也是他在成人队比赛中的首次亮相。
2009 年 3 月 27 日，距离其首次亮相两个月后，在阿联酋航空杯对阵 Al Jazira 队的半决赛中，他在下半场第 70 分钟替换 Faisal Ali 商场，进行了一次射门但击中横梁，但队友 Dias 补射命中，这也是全场的唯一进球。
2009 年 4 月 3 日，Al Ain 球队在阿联酋电信杯的杯决赛中击败 Al Wahda 队获得冠军，这也是奧瑪赢得的首个团队荣誉。一周后的 4 月 13 日，该队又在总统杯中以 1-0 击败 Al Shabab 队夺冠，他获得了第二个俱乐部荣誉。
2009 年 4 月 18 日，奧瑪首次在职业联赛中出战，就以 5-0 战胜阿治曼队。 2009 年 5 月11日，他又在 2-2 战平 Al Ahli 队的赛事中，踢入他在联盟中的首个入球，成为本赛季最年轻的进球球员。
随后在 5 月 15 日与 Al Washl 的赛事中再进一球，这也是两个俱乐部对战历史中第 101 个进球。2009 年 5 月 24 日，他在 2-0 战胜 Al Shaab 的比赛中完成了他在联赛中的第三个入球。
2009 年 7 月 26 日，就在赛季即将开始前，奧瑪在与 FC Lausanne-Sport 俱乐部进行一场 20 岁以下友谊赛中十字韧带拉伤。 2 月 26 日，Abdulrahman 在伤愈后代表 Al Ain 队参加了 19 岁以下青年联赛，首场对阵 Bani Yas 并以 4-2 获胜。
3 月 19 日，Al Ain 以 2-3 战胜 Al Dhafra 队，他踢入球队在本赛季预备队联赛中的首个进球，助攻两球。 4 月 23 日，他又在 0-5 战胜 Al Wasl 队的比赛中入球并助攻。
奧瑪首次亮相亚足联冠军联赛，其球队以主场 2-0 战胜 Sepahan Isfahan 队；随后又在 5-3 战胜 Emirates 队的比赛中踢入个人首个入球。5 月 15 日的预备队冠军联赛，他在 Al Ain 预备队与 Al Sharjah 队的比赛中出场，连中两球，最终以 2-6 获胜。本赛季，他代表 19 岁以下队、预备队和成人队共出场 7 次，踢入 5 球。
Abdulrahman 在本赛季已升级为成人队主力，在 Valdivia 离开俱乐部后继承了10号球衣。 2010 年 8 月 28 日在本赛季的首场比赛中，他先以任意球得分，随后又帮助队友 Jose Sand 入球，最终以 4-3 获胜。2010 年 9 月 20 日在总统杯的第二轮比赛中，Abdulrahman 在与 Masfout 交锋的比赛中，以 5-0 获胜，他踢入了个人在该赛事中的首个进球。
9 月 30 日，Al Ahli 以 1-2 落败，球队唯一的进球就是他踢入的一个点球。2010 年 10 月 27 日对阵 Al Wasl 的比赛中，他助攻队友 Mohanad Salem 再入一球，帮助球队以 2-1 领先，但本次比赛最终以 2-2 战平。9 月 30 日，球队以 1-4 败北 Ittihad，其中的进球是他助攻队友 Faris 的结果。 2010 年 12 月 23 日，他再次助攻队友 Jose Sand 入球，以 1-1 战平 Al Shabab。2011 年 5 月 12 日，Al Ain 队宣布将奧瑪的合同延长至 2015 年。
2011 年 6 月 1 日，他带领球队以 4-1 击败 Al Jazira 队，个人攻入两球，助攻第四个进球。2011 年 6 月 12 日，奧瑪第二次被阿联酋报纸评选为“职业联赛年度最佳球员”。在本赛季结束时，他在所有赛事中共出场 29 次，实现 11 个进球和 8 次助攻。
2021年2月1日，阿布扎比半岛俱乐部宣布經雙方同意後終止與奥马尔的合約。俱樂部感謝球員在這段時間給它們的一切，並祝他在足球事業和個人生活中一切順利。

## 个人生活
奥马尔生于沙特阿拉伯利雅得，而其祖籍是也门哈德拉毛，因而不具备沙特阿拉伯的国籍，所以无法代表沙特阿拉伯國家足球隊效力。直到有一天他被阿联酋的球探发现，他及他的家人才举家迁往阿联酋，并获得了阿联酋的国籍，且进入了阿联酋国家足球队。

## 足球风格
他是一位左脚型球员，因其传球精准度，带球和得分能力非常强的特点，可以胜任边锋或進攻中場的位置。尽管他身体较为单薄，但是他的控球以及平衡球的技巧很强，以至于他的一对一突破能力非常可怕。此外他还是一位定位球，点球高手。也有媒体称其为“海湾梅西”。

## 国家队入球
| #   | 日期           | 地点                                     | 对手         | 即时比分 | 比分 | 比赛性质                          |
| --- | -------------- | ---------------------------------------- | ------------ | -------- | ---- | --------------------------------- |
| 1.  | 2012年10月16日 | 贾贝尔体育场, 迪拜, 阿联酋               | 巴林         | 6–2      | 6–2  | 友谊赛                            |
| 2.  | 2013年1月5日   | 哈里发体育城体育场, 伊薩城, 巴林         |              | 1–1      | 3–1  | 2013年海灣國家盃                  |
| 3.  | 2013年1月18日  | 巴林国家体育场, 里法, 巴林               | 伊拉克       | 1–0      | 2–1  | 2013年海灣國家盃                  |
| 5.  | 2013年11月15日 | Mohammed Bin Zayed Stadium, Abu Dhabi    | 香港         | 3–0      | 4–0  | 2015 AFC Asian Cup qualification  |
| 6.  | 2014年5月27日  | Stade de la Fontenette, Carouge          | 亞美尼亞     | 2–2      | 3–4  | 友誼賽                            |
| 7.  | 2015年6月16日  | Shah Alam Stadium, Shah Alam             | 东帝汶       | 1–0      | 1–0  | 2018 FIFA World Cup qualification |
| 8.  | 2015年11月17日 | Shah Alam Stadium, Shah Alam             | 马来西亚     | 1–0      | 2–1  | 2018 FIFA World Cup qualification |
| 9.  | 2016年3月29日  | Mohammed Bin Zayed Stadium, Abu Dhabi    | 沙烏地阿拉伯 | 1–1      | 1–1  | 2018 FIFA World Cup qualification |
| 10. | 2018年9月11日  | Estadi Palamós Costa Brava, Palamós      |              | 3–0      | 3–0  | 友誼賽                            |
| 11. | 2018年10月11日 | Estadi Olímpic Lluís Companys, Barcelona |              | 1–1      | 1–1  | 友誼賽                            |

### 2010年亚运会
作为国奥球员，他在对阵香港队的比赛中首发，那场比赛他因为两张黄牌被罚下。停赛后他在对阵乌兹别克斯坦的比赛中重新复出，并获得3:0的胜利。随后他的球队2:0胜科威特，并在四分之一决赛9:8点球击败朝鲜，半决赛他助攻队友在加时赛最后时刻1:0绝杀韩国，但在决赛却0:1输给日本。

### 2011年亚洲杯足球赛
他首次在国家队亮相是在对阵朝鲜比赛临近尾声时才上场，并在最后对阵伊朗的第53分钟比赛，最后还是没能帮助球队获胜。

### 2012年夏季奥林匹克运动会
奥马尔·阿卜杜勒拉赫曼参加了2012年夏季奥林匹克运动会足球比赛，尽管首场比赛1:2输给了乌拉圭，但由于他出色的传球能力以及控球能力，使得乌拉圭队的球星苏亚雷斯赛后与他交换了球衣。第二场比赛他率领的球队1:3输给了东道主英国队，但是他出色的能力给人印象深刻。英国队的球员米卡·李察士称赞他会有美好的未来。也让英国队的主教练瑞恩·吉格斯赛后跟他交换了球衣。

### 2013年海湾国家杯
2013年海湾国家杯是其大放光彩的一年。首场对阵卡塔尔，在先丢一球的情况下，他以一记刁钻的任意球扳平了比分，并且助攻队友扩大了比分。赛后被评为本场最佳。第二场他依靠个人能力，成功的甩开了巴林队的防守，并以精彩的助攻，击败了东道主巴林队。海湾杯决赛上，他再次依靠他的个人能力，连续晃过多名伊拉克球员的防守，在第28分钟破门得分，帮助球队通过120分钟的比赛2:1击败了伊拉克队。他被评为本届海湾杯最出色的球员。

### 2015年亚洲杯足球赛
在本届亚洲杯小组赛前两场比赛，阿联酋队依靠他个人的助攻，为球队带来了前两场比赛的胜利，并获得第三名。

## 個人榮譽
- 2016年亞洲足球先生[34]

## 外部連結
- Soccerway資料庫：奥马尔·阿卜杜勒拉赫曼